# Comuna Radomîșl, Luțk
Radomîșl (în ucraineană Радомишль) este o comună în raionul Luțk, regiunea Volînia, Ucraina, formată din satele Radomîșl (reședința), Romanivka și Suhovolea.

## Demografie
Componența lingvistică a satului Radomîșl
     Ucraineană (98,81%)
     Rusă (1,1%)
     Alte limbi (0,09%)
Conform recensământului din 2001, majoritatea populației satului Radomîșl era vorbitoare de ucraineană (98,81%), existând în minoritate și vorbitori de rusă (1,1%).